# خرمالو (هریس)
خرمالو یکی از روستاهای استان آذربایجان شرقی است که در دهستان بدوستان غربی بخش خواجه شهرستان هریس واقع شده‌است.تاریخچه : در کتاب  وقف  نامه  ربع  رشیدی  نوشته  رشیدالدین  فضل  اله  همدانی (قرن هفتم هجری) در ردیف ۲۳۹ صورت موقوفات ربع رشیدی چنین آمده است:" مزرعه خرمالو از مزارع ناحیه بدوستان از توابع مدینه تبریز و این مزرعه مشهور و معروف است به این اسم مستغنی از ذکر حدود."  